# Clausenia sobrina
Clausenia sobrina är en stekelart som beskrevs av Annecke och Mynhardt 1970. Clausenia sobrina ingår i släktet Clausenia och familjen sköldlussteklar. Inga underarter finns listade i Catalogue of Life.